# دوشیزه‌ماهی پاناما
دوشیزه‌ماهی پاناما (نام علمی: Abudefduf troschelii) نام یک گونه از تیره شقایق‌ماهیان است.

## مشخصات
دوشیزه‌ماهی پاناما می‌تواند تا طول ۱۰–۲۳ سانتی‌متر (۳٫۹–۹٫۱ اینچ) با بدنی عمیق، فشرده، با دمی به شکل چنگال باشد. این دوشیزه‌ماهی با ۱۳ خار بالایی، ۱۲–۱۳ خار نرم زیرین ،۲ خار آبششی می‌باشد. رنگ زمینه این گونه ماهی بنفش رنگ با پشت به رنگ زرد با ۵ خط سیاه رنگ در کنار پهلوها. تغذیه این گونه ماهی اغلب از زئوپلانکتون‌ها و بی‌مهرگان و همچنین جلبک‌ها صورت می‌گیرد. این ماهی در آکواریوم‌ها نیز دیده می‌شود.

## پراکندگی و زیستگاه
این گونه ماهی بوم زاد شرق اقیانوس آرام، در خلیج کالیفرنیا و مکزیک تا شمال پرو و جزایر گالاپاگوس دیده می‌شود. این ماهی یک گونه ماهی مرجانی است که در عمق ۱–۱۲ متری زندگی می‌کند.